# Eusebio di Mindo
Eusebio di Mindo (fl. metà del IV secolo) è stato un filosofo greco antico neoplatonico del IV secolo.
Venne descritto da Eunapio  come un elemento della "collana d'oro" del neoplatonismo.
Alla morte di Giamblico il suo discepolo Edesio si stabilì a Pergamo dove fondò una scuola che ebbe tra gli allievi il futuro imperatore Giuliano ed Eusebio di Mindo, che elaborò un pensiero in opposizione a quello della scuola che disinteressandosi sia della dottrina platonica sia di quella aristotelica svalutava la speculazione metafisica razionale esaltando invece gli aspetti mistici e teurgici religiosi. Eusebio invece si dedicò principalmente di logica, criticando gli aspetti magici e teurgici della dottrina che a suo parere non erano altro che un innaturale abuso di poteri materiali. A causa di ciò, si scontrò con l'imperatore Giuliano, il quale preferiva il misticismo di Massimo e di Crisanzio.
Giovanni Stobeo nella sua antologia della letteratura greca raccolse un certo numero di frasi di un non meglio specificato Eusebio che potrebbero essere attribuiti a Eusebio di Mindo.